# Luigi Albanesi
Luigi Albanesi (* 3. März 1821 in Rom; † 4. Dezember 1897 in Neapel) war ein italienischer Komponist, Pianist und Klavierpädagoge.
Albanesi wurde als Sohn eines Kunstmalers in Rom geboren. Zunächst erlernte er wie sein Vater die Malerei. Als die Familie nach Neapel zog, beschäftigte sich Albanesi mit Komposition und dem Klavierspiel. Er komponierte Messen, Motetten, Oratorien und Klavierwerke. Hauptsächlich arbeitete er jedoch als Klavierlehrer.
Albanesi ist der Vater des Komponisten Carlo Albanesi.